# アイル・ロイヤル国立公園
アイル・ロイヤル国立公園（アイル・ロイヤルこくりつこうえん、英語: Isle Royale National Park）は、ミシガン州にある米国の国立公園である。スペリオル湖最大の島、アイル・ロイヤル（ロイヤル島）は、長さ72 km（45 マイル）、最大幅14 km（9 マイル）である。公園は、周囲の7.24 km（4.5 マイル）の範囲内の島々の水面下の土地のほかに、アイル・ロイヤル自体と多数の小島から成り立っている(16USC408g） 。
アイル・ロイヤル国立公園は1940年4月3日に設立、1976年に自然保護地域（Wilderness Area）に指定され、1980年に生物圏保護区となった。比較的小さな国立公園で、面積は2,314 km²（894 平方マイル）、陸地はわずか542 km²（209 平方マイル）である。

## 人類史
島はかつて漁業の町、自然銅鉱山、リゾート地であった。無数の小島がアイル・ロイヤルを取り囲んでいるため、この地域を通過する船は、かつてはパッセージ島（Passage Island）の灯台、メナジェリー島（Menagerie Island）のロック・ハーバー灯台（Rock Harbor）、ロック・オブ・エイジズ灯台（Rock of Ages）、アイル・ロイヤル灯台によって導かれていた。

## 自然史

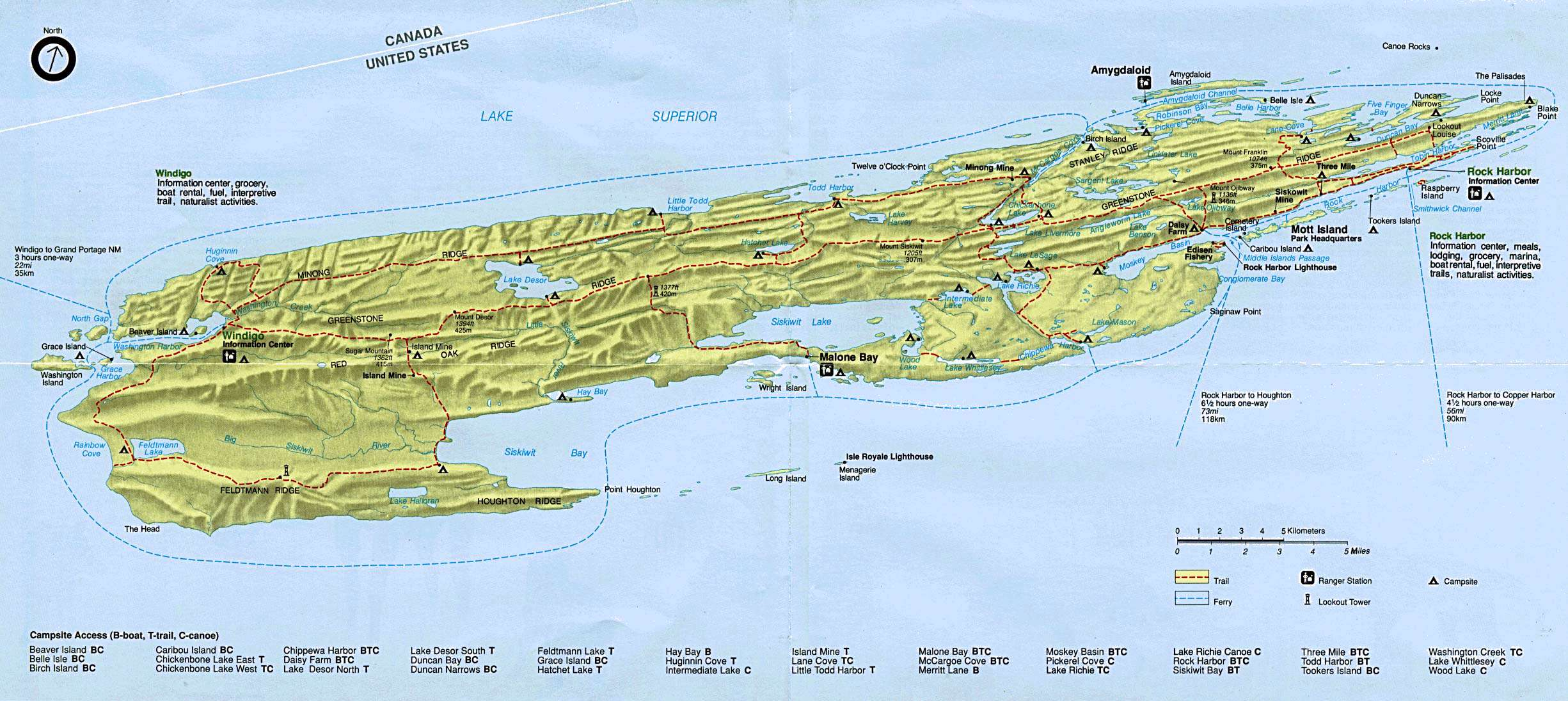
アイル・ロイヤル国立公園の公式地図、国立公園局の厚意による

### 生態系
公園の主な植生は北方林の針葉樹林と広葉樹林であり、主な樹種はバルサムモミ、カナダトウヒ、アメリカシラカンバ、サトウカエデ、キハダカンバなどである。
アイル・ロイヤル国立公園は、閉鎖環境における捕食と被食の関係を調査する科学者達によって研究されているオオカミとヘラジカの集団で有名である。通常、島にはおよそ25頭のオオカミと1000頭のヘラジカがいるが、年によってその数は大きく変動する。まれに非常に厳しい冬の年には、動物がカナダ本土から凍った湖を渡って来る。オオカミを犬の病気から保護するため、隣接する水域も含め、公園のいかなる場所であろうと犬は認められていない。2006年から2007年の冬には、3つの群れの21頭のオオカミだけでなく385頭のヘラジカが数えられた。アイル・ロイヤルに棲む哺乳類は18種。島に渡るためにはスペリオル湖を渡る必要があるため、周辺地域より哺乳類の種数が少ない。最もよく見かける動物はアカリスである。

### 地質
アッパー半島だけではなく、ここでもアイル・ロイヤル緑色岩（クロラストロライト、パンペリー石の1種）が見られる。公式のミシガン州の宝石である。

## レクリエーション

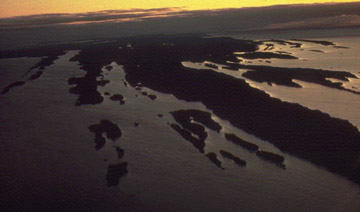
アイル・ロイヤルの航空写真

グリーンストーン・リッジ（Greenstone Ridge）は、島の中央部にある高い尾根で、公園内で最長の道、グリーンストーン・リッジ歩道がある。歩道は、島の端からもう一方の端まで60 km（40 マイル）続いている。踏破には通常は4、5日間のハイキングが必要である。ボートのシャトル便が、出発港までハイカーを戻してくれる。全体で265 km（165 マイル）のハイキング用の道がある。また、沿岸の入り江と内陸の湖に沿いにカヌー・カヤック用の通路があり、多くのものは陸路も含む。

## サービス
公園には2箇所の開発された場所がある。島の南西端（ミネソタ州からの連絡船の埠頭）にあり、アウトドア用品の販売店、シャワー室、キャンプ場、ボート用の波止場があるウィンディゴと北東端の南側（ミシガン州からの連絡船の埠頭）にあり、アウトドア用品の販売店、シャワー室、レストラン、ロッジ、キャンプ場、ボート用の波止場があるロック・ハーバーである。
公園の宿泊設備は、ロック・ハーバーのロッジと36の指定された原野のキャンプ場に限られている。いくつかのキャンプ場は個人の船でしか行けない。湖岸から離れた他のキャンプ場は歩道でしか、また奥の湖はカヌーかカヤックでしか行けない。キャンプ場の定員は様々であるが、一般的には床と屋根がある三面を囲われた木造の小屋（残りの一面は網戸がとりつけられている）が2、3と、小さなテントを張るのに適した場所が幾つかある。10人までのグループのための場所があるテント場がいくつかあり、特別の許可が必要である。キャンプ場の唯一の公共施設は、コンポスト・トイレである。キャンプファイアは、ほとんどの場所で禁止されている。キャンプ用のガスストーブが推奨される。飲料用及び料理用の水は、地元の水源（スペリオル湖と内陸の湖）から得なければならず、寄生虫を避けるため、濾過するか沸騰させなければならない。狩猟は許可されていないが、魚釣りは認められているので各種のサケ類やマスを調達でき、食べられるベリーが道で摘める。

## 土壌
アイル・ロイヤルの基盤岩は、1,100 百万年の歴史のある内陸部の地溝上の玄武岩または砂岩、礫岩である。島のほとんどは、氷河堆積土の薄い層で覆われている。1800年代には多くの小規模な自然銅鉱山が活動していたが、鉱業はあまり繁栄しなかった。米国地質調査所による鉱物質を含まない玄武岩及び銅鉱化した岩に関する最近の分析によると、自然に発生した微量の水銀が鉱化に関係している。

## 交通の便

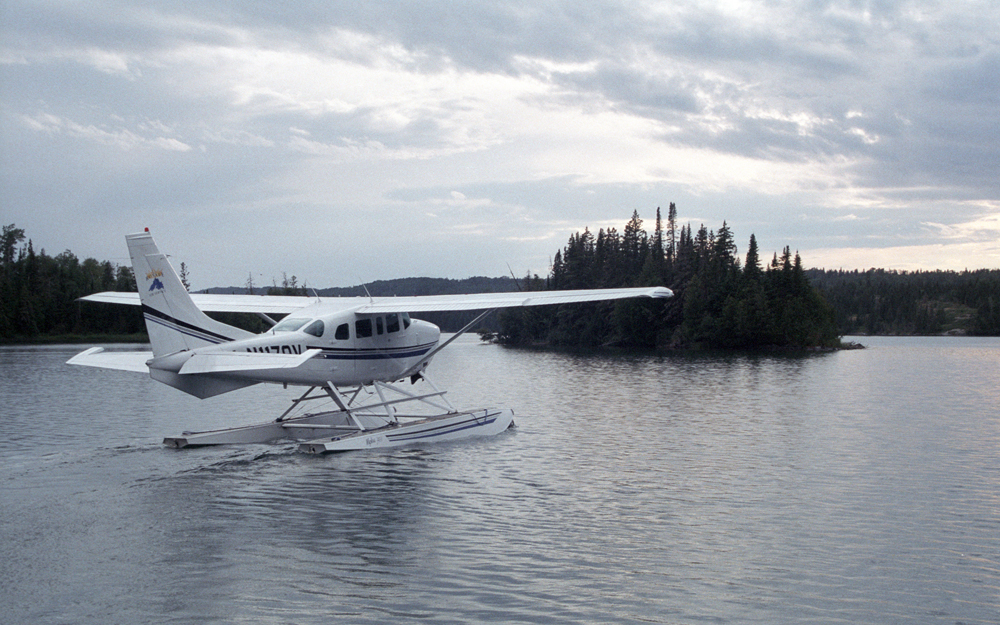
ウィンディゴのワシントン港から離陸するフロート付き水上飛行機 - ビーバー島が背景の右手に見える

夏期は公園へはミネソタ州のグランド・ポーテッジ（Grand Portage）とミシガン州のホートン、カッパー・ハーバー（Copper Harbor）からフロート付き水上飛行機と連絡船で行くことができる。私有船が、主に公園に最も近い都市サンダーベイ（Thunder Bay）からアイル・ロイヤルへ行く。
アイル・ロイヤルは、往復の交通のスケジュール上の制約のため、日帰り旅行者には人気がない。毎日運航されている往復6 - 7 時間かかる航海をする連絡船は、島でわずか3時間しか待ち合わせ時間がない。これらの連絡船は荒天の場合は遅れることがあり、場合によってはキャンセルになる。
レンジャーIII号は、国立公園局によって運航されている50 m（165 フィート）の船で、国立公園システムにおける最大の乗り物である。同船は、128人の乗客、カヌー、カヤックを運び、ミシガン州ホートンから運航されている。公園から6時間の旅であるため、次の日に帰る前に島で一泊する。6月から9月半ばまで毎週2往復している。アイル・ロイヤル・クィーンIV号は、ミシガン州カッパー・ハーバーからウェノーナ（Wenonah）号はミネソタ州グランド・ポーテッジから、ピーク期間は毎日、早夏と秋には頻度を落として往復している。ボイジャーII（Voyageur II）号もグランド・ポーテッジから、週に最高3度運航されており、ロック・ハーバーで一泊し、いくつかの湖岸のキャンプ場の間の交通手段を提供している。
五大湖の大部分の例に漏れず、スペリオル湖も冬期は凍結するため旅することが難しく、原野でキャンプすることが危険であり、冬に完全に閉鎖される唯一の国立公園局が管理する公園である。公園に行くことが比較的大変で、年間20,000人未満の人しかアイル・ロイヤル国立公園を訪れない。それは最も人気のある国立公園を1日に訪れる人の数より少ない。2006年の訪問者数は17,070人であった。

## 島の一覧
- アミグダロイド島（英語版）（Amygdaloid Island）- 公園保護官の事務所がある。
- ビーバー島（Beaver Island）- キャンプ場がある。
- ベル島（Belle Isle）- ベル港（Belle Harbor）の先端のアイル・ロイヤルの北岸からわずかの所にある小さな島。 原始的なキャンプ場で、島を巡る連絡船がピーク期間には2日に一度来る。
- カリブー島（Caribou Island）- キャンプ場がある。
- グレイス島（Grace Island）- キャンプ場がある。
- ジョンズ島（Johns Island）
- ロング島（Long Island）
- メナジェリー島 - 灯台がある。
- モット島（Mott Island）- 夏の公園の活動の中心である。
- パッセージ島 - 灯台と短い歩道がある。
- ラズベリー島（Raspberry Island）- 自然歩道がある。
- ロック・オブ・エイジズ - 灯台がある。
- ライアン島（Ryan Island）- 世界最大の真水の湖にある最大の島にある最大の湖にある最大の島である。
- トゥッカーズ島（Tookers Island）- キャンプ場がある。
- ワシントン島（英語版）（Washington Island）
- ライト島（Wright Island）